# Marovoay Banlieue
Marovoay Banlieue è una città e comune del Madagascar situata nel distretto di Marovoay, regione di Boeny. 
La popolazione del comune rilevata nel censimento 2001 era pari a 8 771 unità.